# Cartoon Network: Block Party
Cartoon Network: Block Party est un jeu vidéo de type party game développé par One Man Band et édité par Majesco Entertainment, sorti en 2004 sur Game Boy Advance.
Il met en scène des personnages des séries Johnny Bravo, Ed, Edd et Eddy, Courage, le chien froussard et Cléo et Chico.

## Accueil
- Nintendo Power : 2,1/5[1]